# クリンソウ
クリンソウ（九輪草、学名Primula japonica）は、日本原産のサクラソウ科サクラソウ属の多年草。

## 概要
北海道、本州、四国の山間地の比較的湿潤な場所に生育し、せせらぎや渓谷の湿地などに時に群生する。高さ30-90cmほどになり、日本に自生するサクラソウ科の植物のなかでは最も大型である。10-20cmほどの鋸歯を持つ葉のロゼットを作り、花季となる4-6月にその中心から花茎が伸びる。花は花茎を中心に円状につき、それが数段に重なる姿が仏閣の屋根にある「九輪」に似ていることから名前の由来となっている。花の色は濃い紅紫色（径2-2.5cm）が普通だが、ときにピンクや白、絞り咲きなどの変種も見られる。
花が大きく美しいため山野草として人気があり、庭に植えられることも多い。園芸品種はヨーロッパでいくつか作出されたが、普及はしていない。
サクラソウ科は、アレルゲンを持つことが多く、その毒性からニホンジカなど草食動物は忌避する。しかし、シカの個体数増加がみられる奈良県春日山では、クリンソウの葉まで食害を受ける事例が見られている。

## 育て方
播種は2-3月と秋まきの9-10月。春と秋は日当たりのいい場所に置き、夏季は広葉樹の下など日陰を好む。性質は強健だが、高温多湿には弱い。元来が渓流沿いなどに自生する植物のため、乾燥や水切れに注意。休眠中の冬季にも極度の乾燥は避ける。花季を過ぎたころから直射日光の当たらない明るい日陰が適す。寒さには強い。アオムシやヨトウムシなどの害虫に注意。株分けと種で繁殖させる。種まきは6-7月頃に種子を採取しすぐに蒔くが、一定の低温に当たらないと発芽しないため翌春以降に発芽する。

## クリンソウの群落地
- ノンノの森（北海道網走郡津別町字上里）
- 中禅寺湖千手ヶ浜（栃木県日光市）
- 九十九谷森林公園（長野県下伊那郡喬木村）[4]
- 妙高山（兵庫県丹波市市島町）[5]
- 御嶽山麓（兵庫県丹波篠山市）[6]
- ちくさ高原（兵庫県宍粟市千種町）[7]

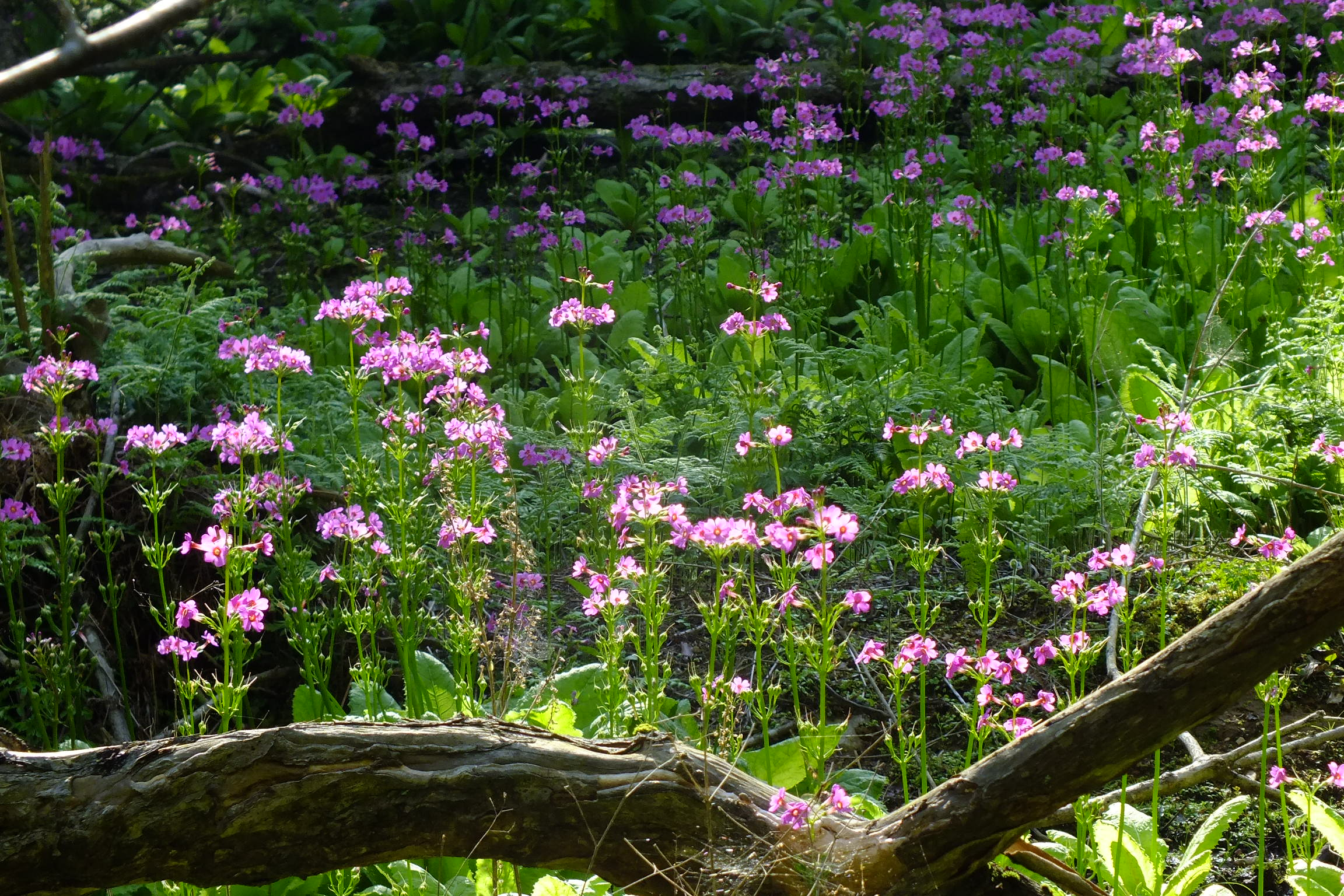
御嶽山麓のクリンソウ群落
中禅寺湖千手ヶ浜のクリンソウ